# Villa Hexa

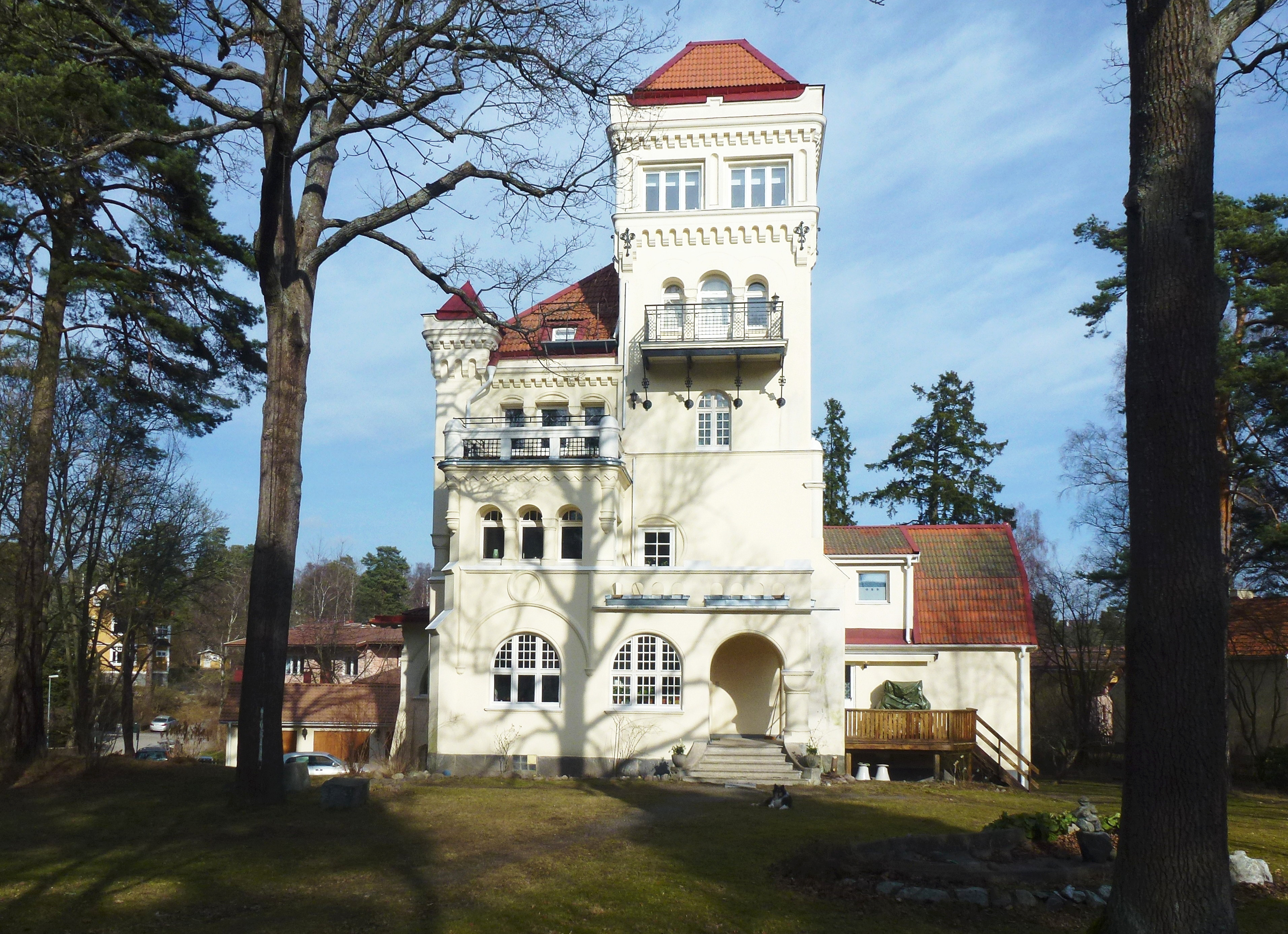
Villa Hexa i mars 2014.

Villa Hexa (även kallad Stockbyhus) är en kulturhistoriskt värdefull byggnad i kvarteret Tornet vid Bergstigen 25 i Stocksund, Danderyds kommun. Villan uppfördes 1902 efter ritningar av arkitekt R. L. Lindquist och har klassats av kommunen som ”omistlig”.

## Namnet
Det egendomliga namnet Villa Hexa (i äldre handlingar även Villa Häxa) kan härröra från att man tyckte att byggnaden liknade ett spökslott. Troligare är kopplingen till grekiska ordet hexa för talet sex. En sifferlek med tomtnummer 36 (6x6) är en förklaring som används på senare tid.

## Beskrivning

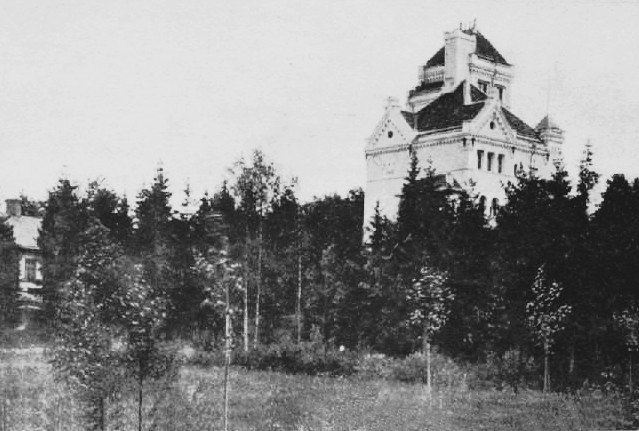
Villan på ett äldre vykort.

Villa Hexa ritades 1901 och uppfördes 1902 på tomt nummer 36 vid dåvarande Ringvägen/Thorsvägen (numera hörntomt Bergstigen/Kaptensbacken). Arkitekt var R. L. Lindquist och beställare kammarherren Carl Eduard von Horn, som ledde Stockby AB (försäljningsbolaget för "Stocksunds Villaparker"). Von Horn stod som ägare inte bara för Villa Hexa utan även för Villa Skoga, Villa Skogsbo och Villa Stocklycke. Troligen lät han bygga villorna på spekulation för att sedan sälja eller hyra ut dem. Själv bodde han i Stockby gård (som han kallade Norska villan) och till och från i Villa Hexa (dåvarande Ringvägen 8) medan Villa Skoga blev efter hans död 1920 Stocksunds första kommunalhus.
Lindquist ritade en stor villa i historiserande stil med inslag av jugend. Byggnaden påminner om en medeltida borg med tinnar och torn. Huset är uppfört i tre våningar samt vind och torn. Byggnadsstommen är murad och fasaderna slätputsade samt avfärgade i ljusgul kulör. Fasaderna är rikt smyckade med bland annat tureller, tandsnitt, trappgavlar, balkonger med smidesräcken, olika valv och ankarslut. Sockeln är uppförd av kvaderhuggen natursten. Taket har en toppformig gestaltning och är täckt av tvåkupigt taktegel. Över entrén och en inglasad veranda sträcker sig ett kryssvalv som bärs upp av rundpelare med tärningskapitäl. 
Ursprungligen fanns på bottenvåningen salong och matsal med veranda samt köket med serveringsgång. Intressant är ett centralt anordnat trapphus som leder genom samtliga våningar. På 1930-talet utfördes en tillbyggnad mot sydost. 1987 ombyggdes huset för tre familjer. Interiören är moderniserad på senare tid. Sedan 1989 ägs villan av en bostadsrättsförening och innehåller idag fem bostadsrättslägenheter.

## Arkitektritningar

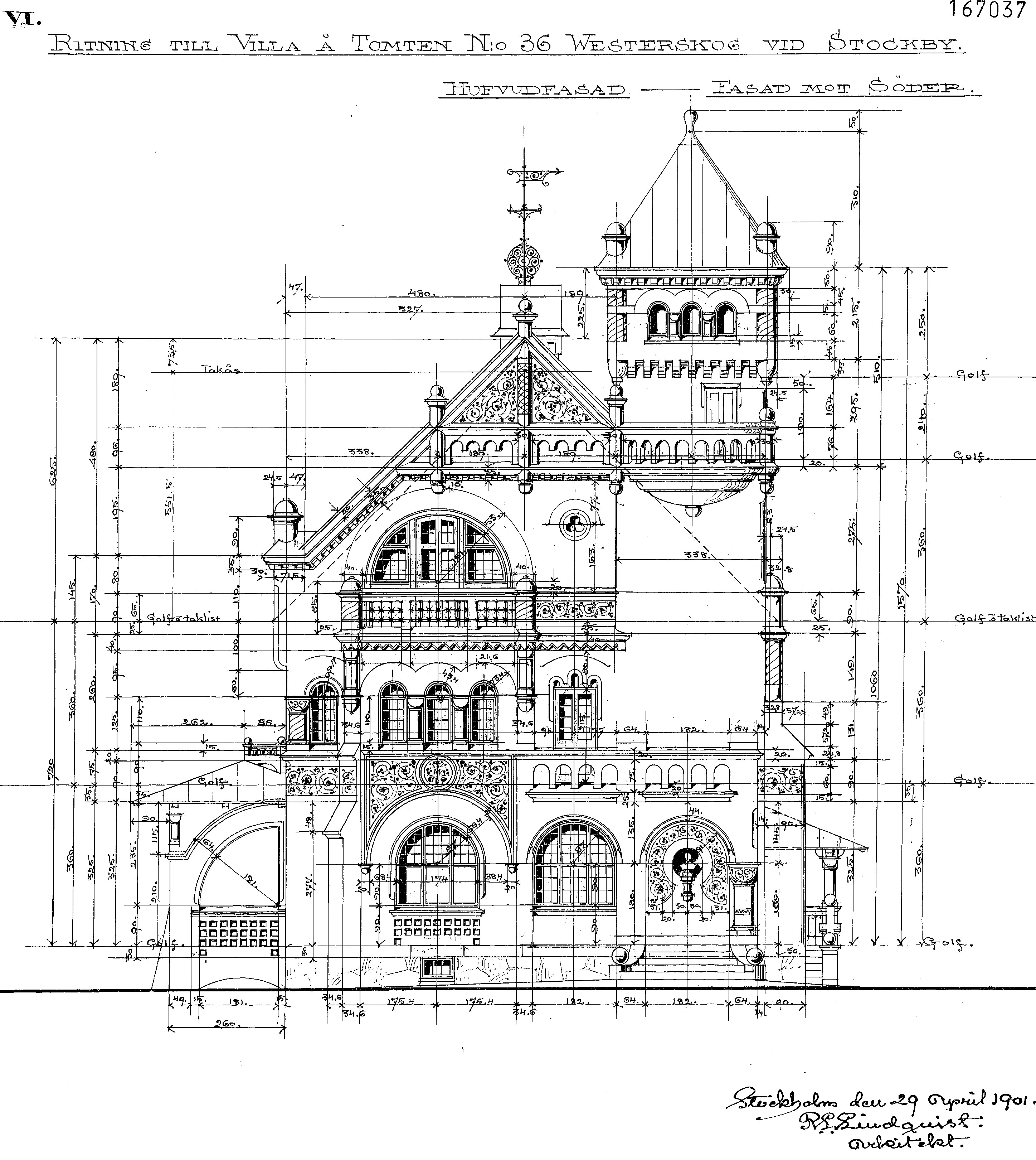
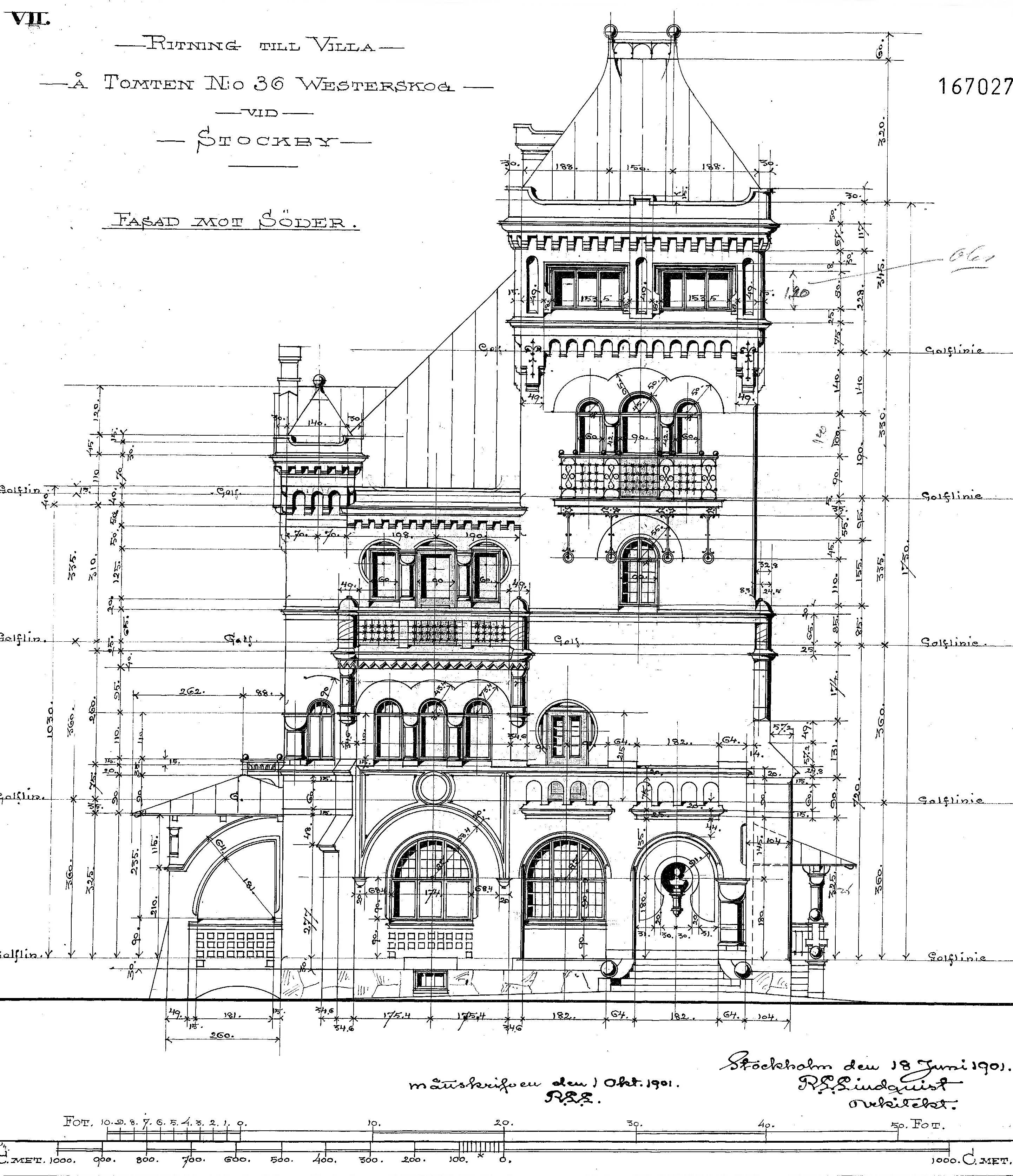
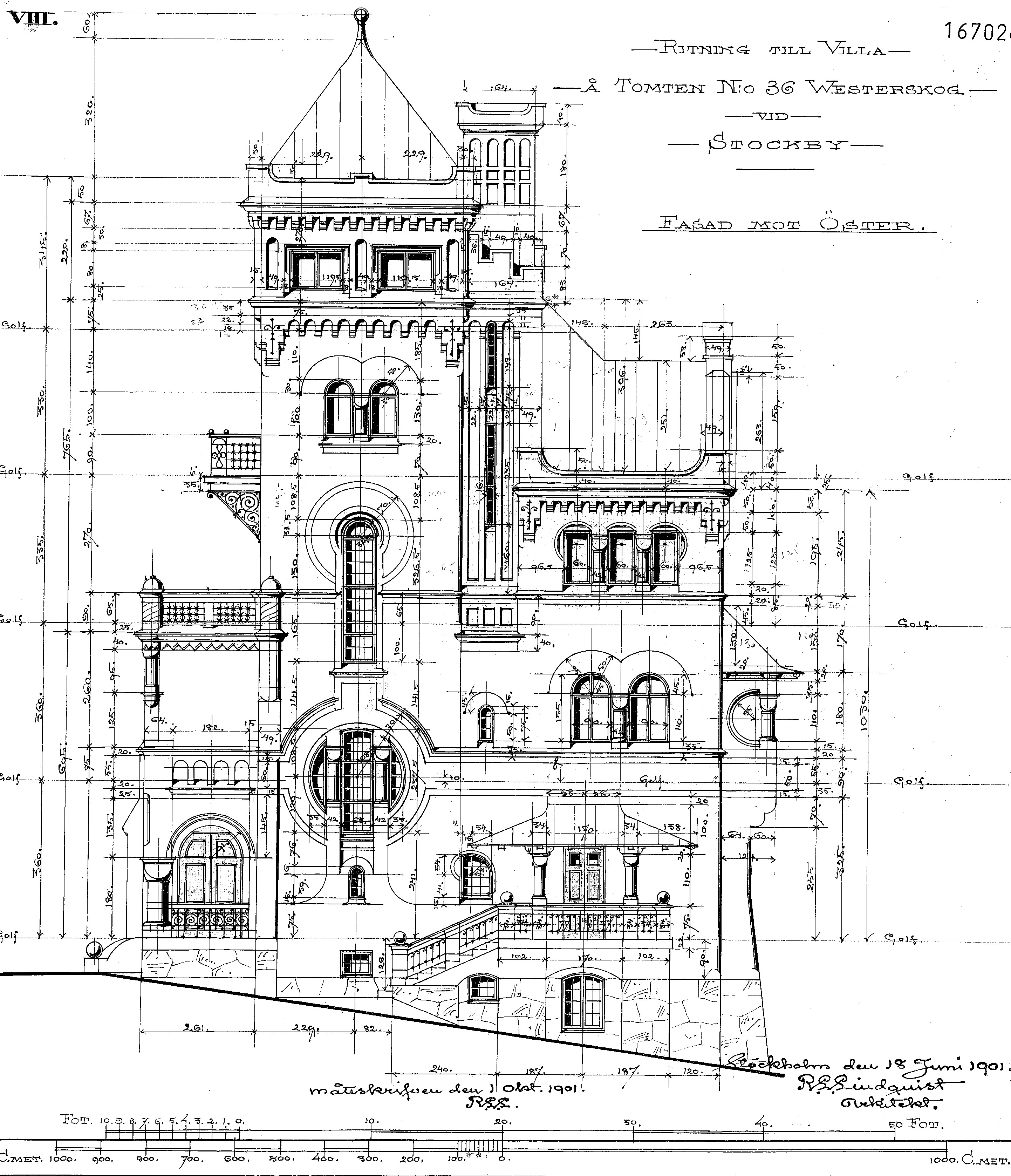
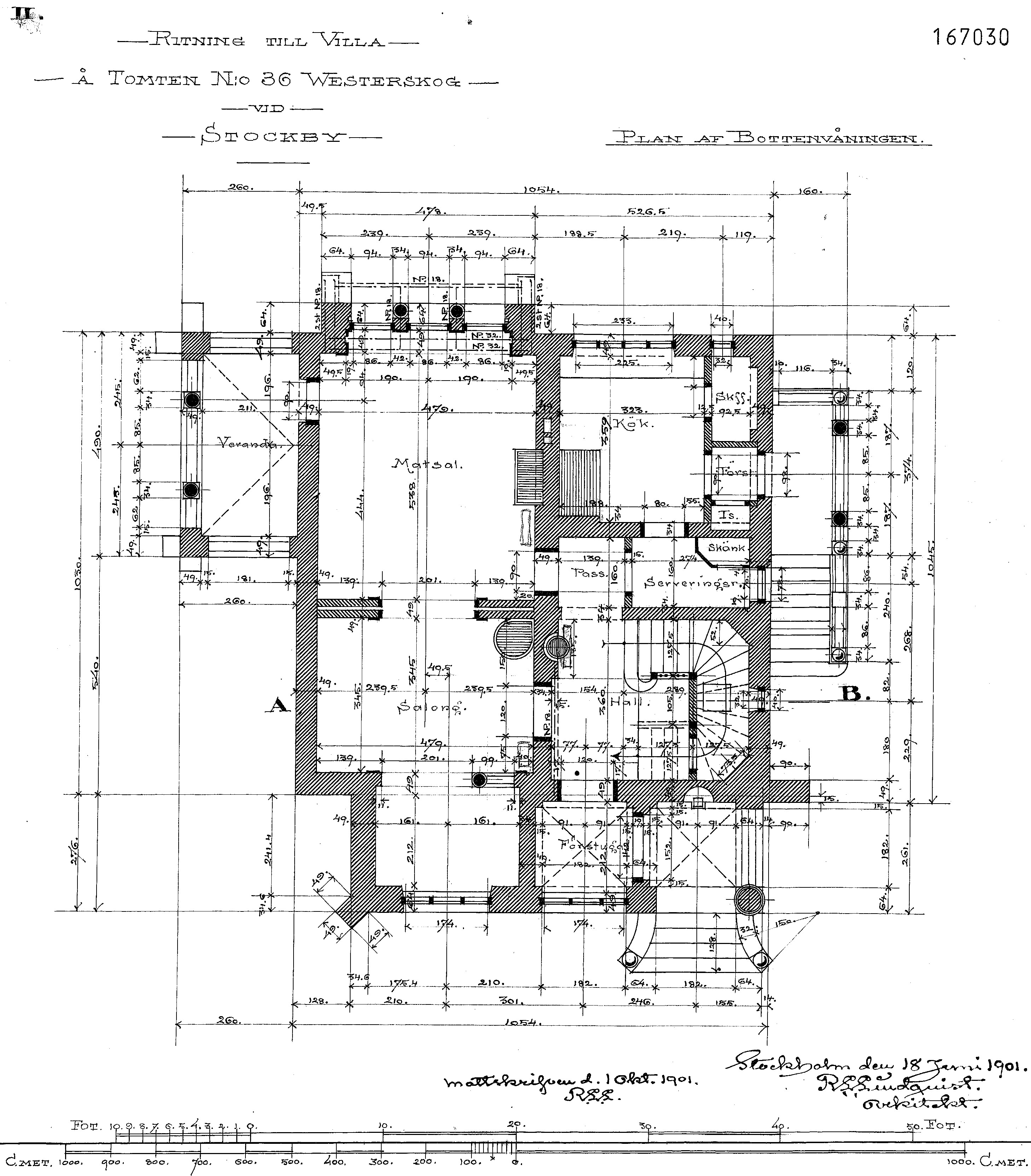

## Bilder, fasaddetaljer

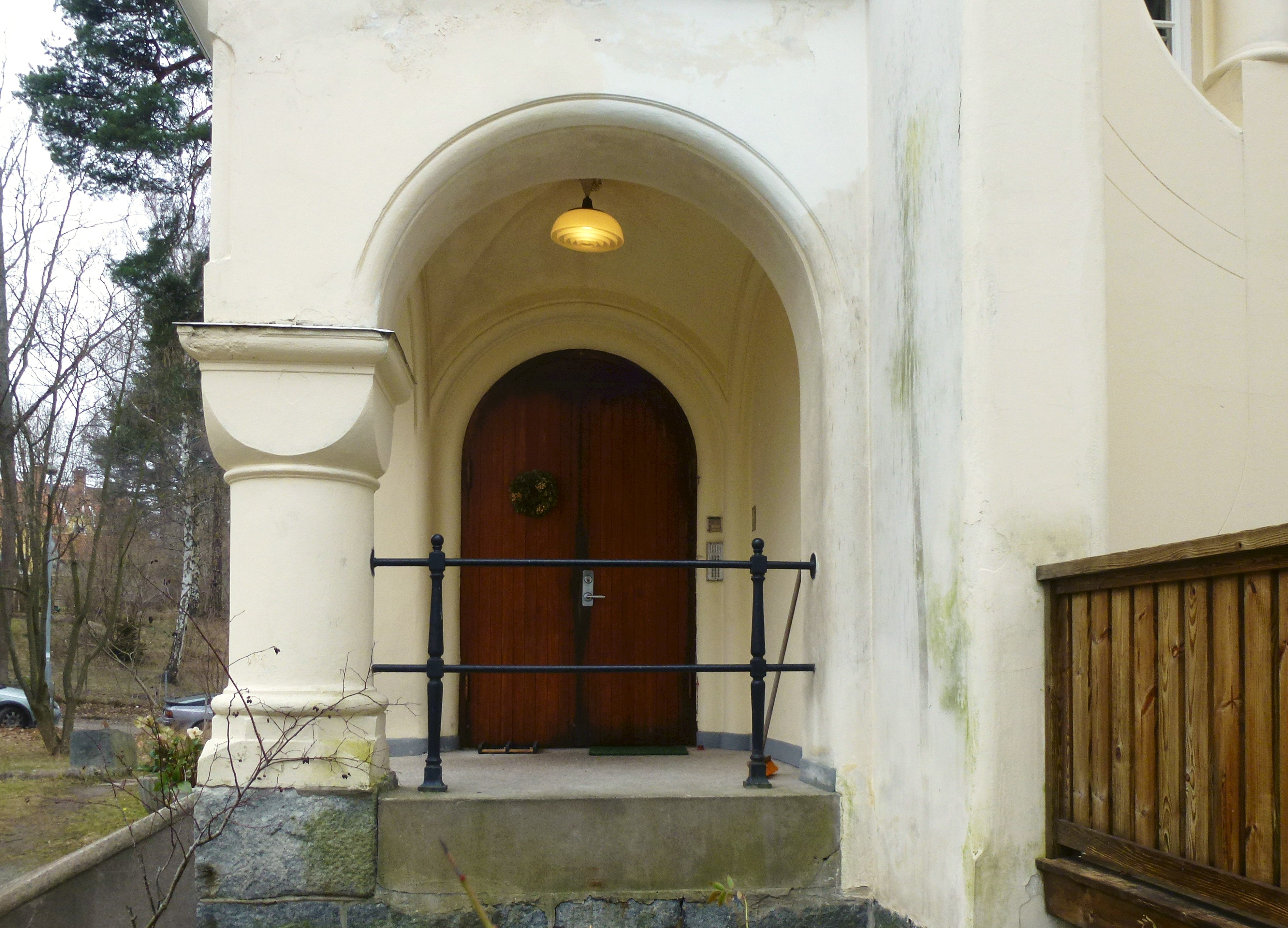
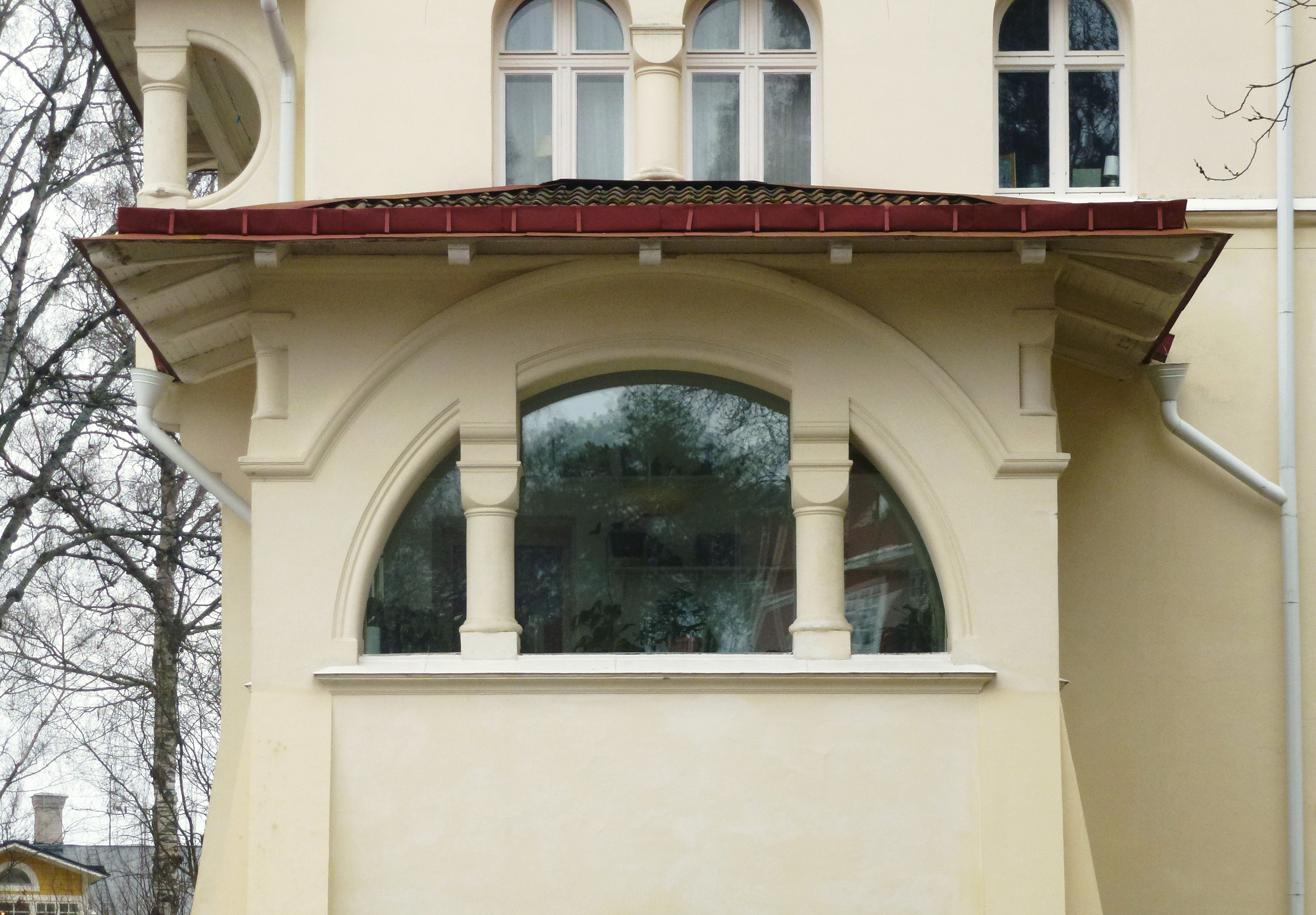
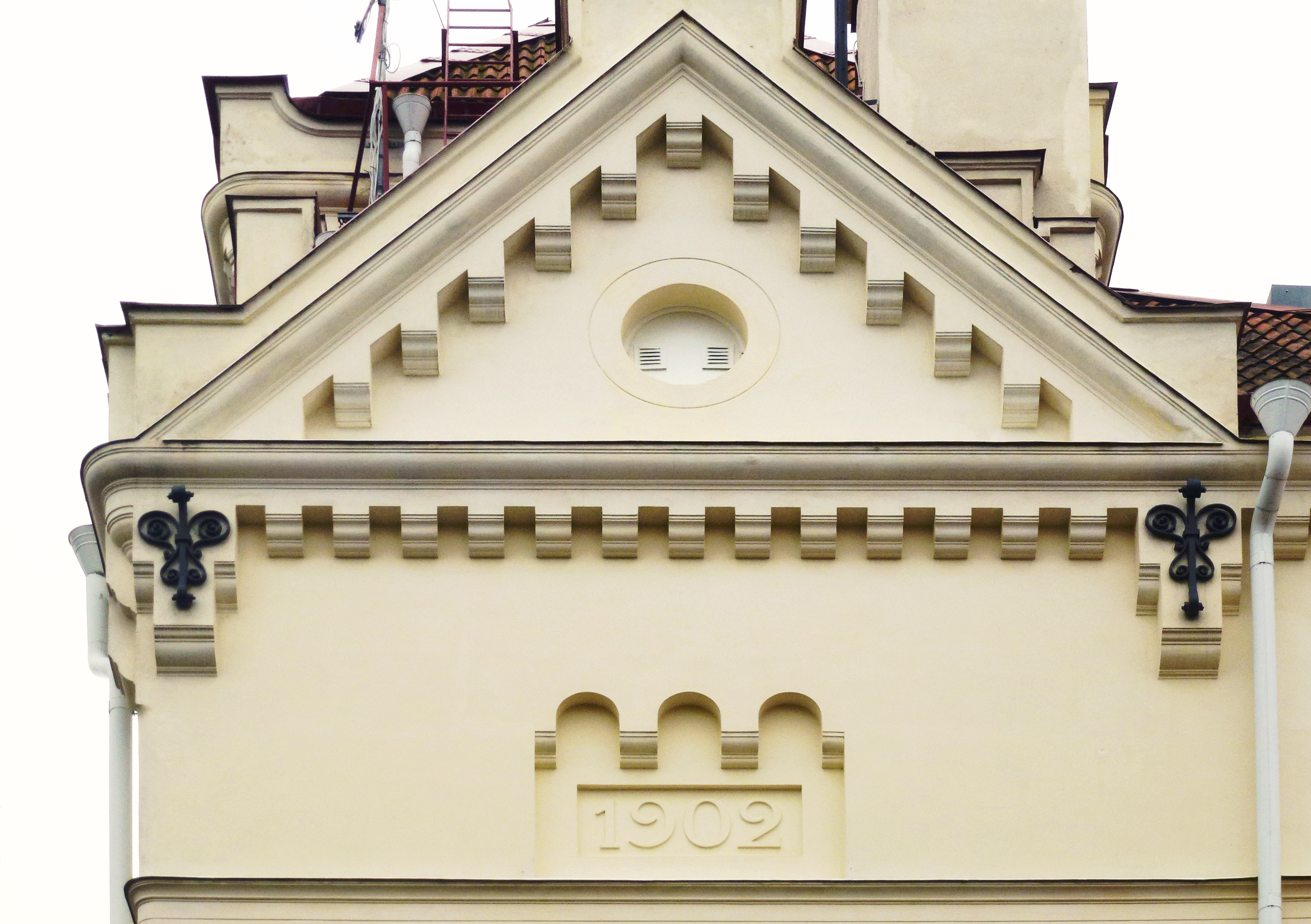
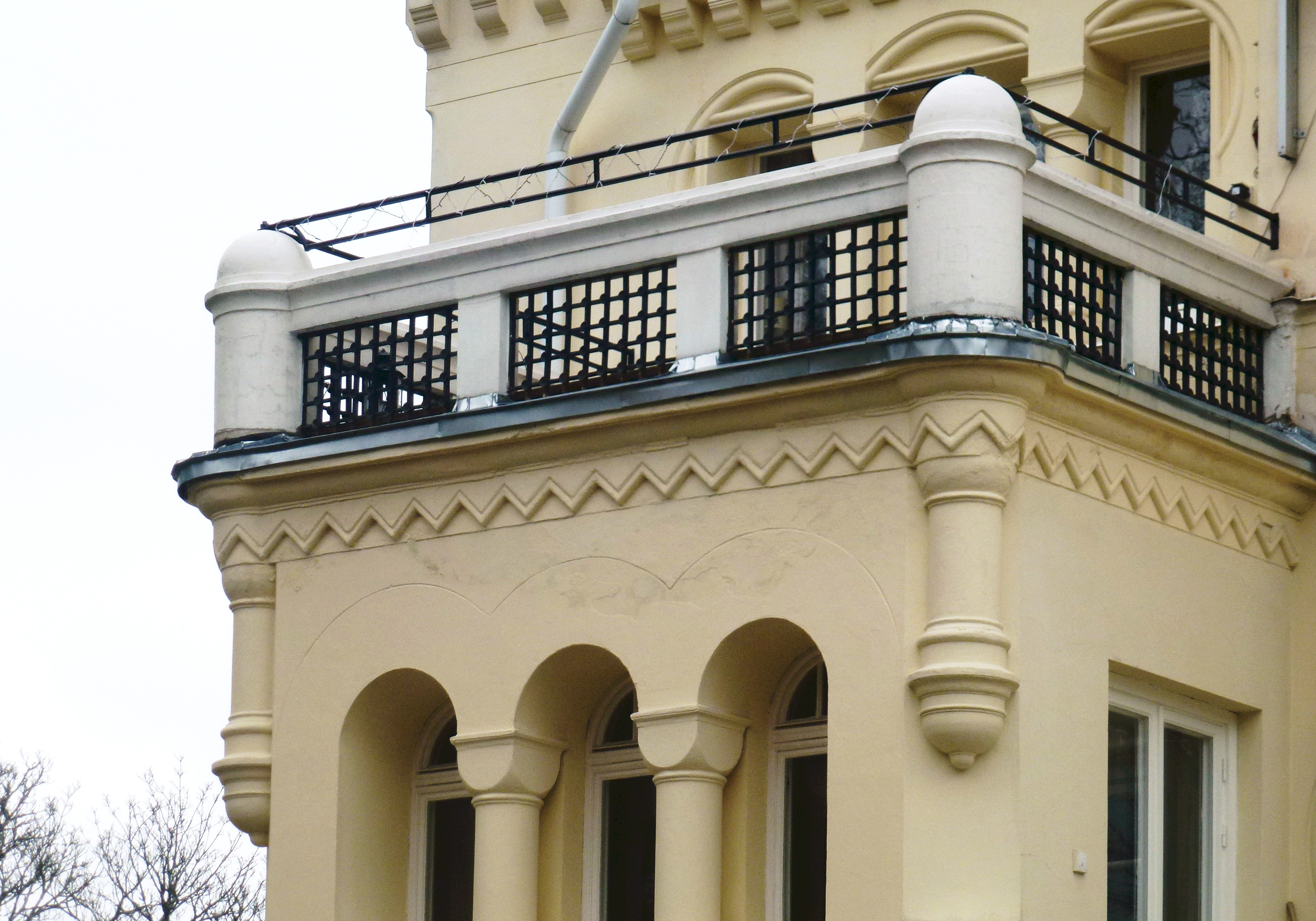